# Вадуреле (Кандешти)
Вадуреле (рум. Vădurele) насеље је у Румунији у округу Њамц у општини Кандешти. Oпштина се налази на надморској висини од 250 m.

## Становништво
Према подацима из 2002. године у насељу је живело 1241 становника, од којих су сви румунске националности.